# بیشه‌سر (بابل)
بیشه سر روستایی است در شهرستان بابل واقع در بخش مرکزی در ۵ کیلومتری شمال شهر بابل. جمعیت آن در سال ۱۳۸۵ خورشیدی بیش از ۴۰۰۰ نفر بوده‌است. این روستا از پنج محل تشکیل شده‌است ۱-پایین محله ۲-میان محله ۳-بالا محله ۴-نی‌کلا ۵-سرخ‌کلا 6- کاسگرکلا 
با روستاهای عزیزک در شمال، آغوزبن در جنوب، لنگور در شرق، و کبوتردان در غرب مرز دارد.
مردم این روستا به گویش مازندرانی لهجهٔ بابلی سخن می‌گویند. شغل مردم این روستا کشاورزی (برنجکاری) و به صورت محدود باغداری مرکبات می‌باشد. در گذشته دامداری نیز از مشاغل اهالی این روستا بوده‌است.